# Xã Lincoln, Quận Clark, Missouri
Xã Lincoln (tiếng Anh: Lincoln Township) là một xã thuộc quận Clark, tiểu bang Missouri, Hoa Kỳ. Năm 2010, dân số của xã này là 2.538 người.